# Вэй Инъу
Вэй Инъу (кит. 韦应物, а также Вэй Ибо 韦义博, Вэй Сучжоу韦苏州, пиньинь Wéi Yìngwù; 737—792) — китайский поэт времён династии Тан.

## Биография
Родился в 737 году в столице Чанъань. Его род был влиятелен и богат. В 750 году успешно сдал императорские экзамены. Работал в императорской свите Сюань-цзуна. Карьера была прервана мятежом Ань Лушаня, во время которого поэт переезжает в Лоян. Ослабление центральной власти и политическая нестабильность повлияли на мировоззрение поэта — он уходит в буддийский монастырь. В 763 году возвращается в Чанъань, где получает должность при дворе. Впоследствии несколько раз уходит из мира, снова возвращаясь. В 783 году назначен губернатором Чучжоу. В 787 году возглавляет префектуру Цзяньюан. В 788 — губернатор Сучжоу. В 790 году подаёт в отставку и окончательно селится в монастыре около Сучжоу, где и умирает в 792 году.

## Творчество
Он был мастером пейзажной лирики времён династии Тан, и одним из четырёх семей династии Тан, которые включают Ван Вэя, Мэн Хаораня, Вэй Инъу и Лю Цзунъюаня. Они также известны как «Ван, Мэн, Вэй и Лю».
Его произведения входят в антологию Триста танских поэм.